# Allègre
Allègre é uma comuna francesa na região administrativa de Auvérnia-Ródano-Alpes, no departamento de Alto Loire. Estende-se por uma área de 23,52 km². Em 2010 a comuna tinha 902 habitantes (densidade: 38,4 hab./km²).